# Bomaanslag in Bagdad op 30 september 2004
De bomaanslag in Bagdad op 30 september 2004 was een terroristische aanslag in de reeks bomaanslagen in Bagdad, die tijdens de Irakoorlog werden gepleegd.
De aanslagen waren gericht op Amerikaanse soldaten, die snoepjes uitdeelden aan de Iraakse kinderen tijdens de viering van de opening van een waterzuiveringsinstallatie in Bagdad. De bomaanslag doodde ten minste 41 mensen, met inbegrip van 35 kinderen, en verwondde 131 mensen, waaronder 10 Amerikaanse soldaten.
Het is onduidelijk of de Amerikaanse troepen, of de menigte, het voornaamste doelwit waren. Abu Musab al-Zarqawi eiste verantwoordelijkheid voor de aanslag op, die het als "heldhaftige operatie" bestempelde.